# Haddou Chaïb
Pour les articles homonymes, voir Chaïb.
Haddou Chaïb , né le 30 décembre 1949 à Oran (Algérie) où il est mort le 17 août 2021, est un footballeur algérien, qui évoluait au poste d'attaquant

## Biographie
Chaib Haddou a marqué l'histoire des Hamraoua en contribuant à leur premier titre de champions d'Algérie qu'ils ont remporté en 1971, ainsi qu'à la première coupe d'Algérie décrochée en 1975.
Il était également l'un des meilleurs attaquants du football national de son temps, parvenant à s'adjuger le titre de meilleur buteur du championnat en 1974 avec 17 réalisations.
Issu d'une famille de footballeurs, son jeune frère l'international Lahouari Chaïb a porté à plusieurs reprises le maillot de l'équipe nationale au milieu des années 1970 et a été joueur au RC Kouba.

## Palmarès
- Champion d'Algérie en 1971
- Coupe d'Algérie   en 1975

### Distinctions personnelles
- Meilleur buteur du Champion d'Algérie en 1974 (17 buts) avec le MC Oran